# UTF-8
UTF-8 (Unicode Transformation Format 8-bit) er en tabsfri indkodning af Unicode-tegnsættet. Den blev udviklet af Ken Thompson og Rob Pike den 2. september 1992 i New Jersey, USA.
UTF-8 anvender grupper af 8-bit bytes til at repræsentere Unicode-standarden for verdens mange forskellige alfabeter. UTF-8 er især anvendelig ved transport af e-post i 8-bits postsystemer.
Den bruger 1 – 6 bytes (eller 8 til 48 bit) per tegn – afhængig af Unicode-symbolet. Eksempelvis kræves kun én byte for at kunne kode alle 128 ASCII-tegn i Unicode intervallet: U+0000 til U+007F.
UTF-8 er i RFC 3629 (2003) blevet begrænset til 4 byte sekvenser, da dette er nok til at indkode hele unicode området fra U+0000 til U+10FFFF.

## Indkodning
Tegn i intervallet U+0000 til U+007F, dvs. 7-bit ASCII indkodes uændret. Andre tegn indkodes ved at bruge 2 til 4 bytes, som alle er større end 7F.
| Unicode interval hexadecimal         | Bit værdi binær                                          | UTF-8 binær                                           | Noter                                                                     |
| ------------------------------------ | -------------------------------------------------------- | ----------------------------------------------------- | ------------------------------------------------------------------------- |
| 000000–00007F 128 tegn               | 0zzzzzzz                                                 | 0zzzzzzz                                              | 7-bits ASCII område; byte begynder med en 0-bit                           |
| 000000–00007F 128 tegn               | syv z                                                    | syv z                                                 | 7-bits ASCII område; byte begynder med en 0-bit                           |
| 000080–0007FF 1920 tegn              | 00000yyy yyzzzzzz                                        | 110yyyyy 10zzzzzz                                     | Første byte begynder med 110, den næste byte begynder med 10.             |
| 000080–0007FF 1920 tegn              | tre y; to y, seks z                                      | fem y; seks z                                         | Første byte begynder med 110, den næste byte begynder med 10.             |
| 000800–00FFFF 63488 tegn             | xxxxyyyy yyzzzzzz                                        | 1110xxxx 10yyyyyy 10zzzzzz                            | Første byte begynder med 1110, de efterfølgende bytes begynder med 10.    |
| 000800–00FFFF 63488 tegn             | fire x,fire y; to y,seks z                               | fire x; seks y; seks z                                | Første byte begynder med 1110, de efterfølgende bytes begynder med 10.    |
| 010000–1FFFFF 2.031.616 tegn         | 000vvvxx xxxxyyyy yyzzzzzz                               | 11110vvv 10xxxxxx 10yyyyyy 10zzzzzz                   | Første byte begynder med 11110, de efterfølgende bytes begynder med 10.   |
| 010000–1FFFFF 2.031.616 tegn         | tre v, to x; fire x, fire y; to y, seks z                | tre v; seks x; seks y; seks z                         | Første byte begynder med 11110, de efterfølgende bytes begynder med 10.   |
| 00200000–03FFFFFF 65.011.712 tegn    | 000000uu vvvvvvxx xxxxyyyy yyzzzzzz                      | 111110uu 10vvvvvv 10xxxxxx 10yyyyyy 10zzzzzz          | Første byte begynder med 111110, de efterfølgende bytes begynder med 10.  |
| 00200000–03FFFFFF 65.011.712 tegn    | to u, seks v, to x; fire x, fire y; to y, seks z         | to u, seks v; seks x; seks y; seks z                  | Første byte begynder med 111110, de efterfølgende bytes begynder med 10.  |
| 04000000–7FFFFFFF 1.073.741.824 tegn | 0tuuuuuu vvvvvvxx xxxxyyyy yyzzzzzz                      | 1111110t 10uuuuuu 10vvvvvv 10xxxxxx 10yyyyyy 10zzzzzz | Første byte begynder med 1111110, de efterfølgende bytes begynder med 10. |
| 04000000–7FFFFFFF 1.073.741.824 tegn | et t, seks u, seks v, to x; fire x, fire y; to y, seks z | et t, seks u, seks v; seks x; seks y; seks z          | Første byte begynder med 1111110, de efterfølgende bytes begynder med 10. |

Da unicode er begrænset til U+10FFFF stopper standarden (RFC 3629) i dag ved fire byte sekvenser, selvom længere sekvenser tidligere har været defineret.
Følgende byteværdier kan således ikke forekomme i en UTF-8 streng i henhold til standarden
| Værdi (binær)     | Værdi (hexadecimal)    | Noter |
| ----------------- | ---------------------- | --- |
| 1100000x          | C0, C1                 | Forkert indkodning af værdier mindre end 7F. Byten indikerer starten af en 2 byte sekvens, men værdien er mindre end 7F. |
| 1111111x          | FE, FF                 | Ulovlig: start byte for en 7/8 byte sekvens.                                                                             |
| 111110xx 1111110x | F8, F9, FA, FB, FC, FD | Fjernet af RFC 3629: start byte for en 5/6 byte sekvens.                                                                 |
| 11110101 1111011x | F5, F6, F7             | Fjernet af RFC 3629: start byte for værdier mellem 10FFFF og 1FFFFF.                                                     |

## Fordele og ulemper
Generelle fordele
- UTF-8 er en ægte udvidelse af ASCII standarden, hvilket betyder at en ASCII tekst ikke skal konverteres men også er en UTF-8 tekst.
- Det er forholdsvis nemt at identificere en UTF-8 tekst. Sandsynligheden for at en tekst indkodet i en anden 8-bits standard (f.eks. ISO 8859) bliver forvekslet med en UTF-8 streng er ret lille.

Generelle ulemper
- En dårlig implementering kan acceptere ulovlige indkodninger og konvertere dem til korrekt indkodning af den samme unicode tekst og dermed forvanske strenge i andre indkodninger.

Fordele sammenlignet med UTF-16
- Bytes med værdien 0 vil kun forekomme i en UTF-8 tekst, hvis unicode tegnet U+0000 indkodes. Dette er en fordel i programmer, som benytter en 0 byte som strengterminator.
- Tekster som primært er skrevet i ASCII (f.eks. normale vesteuropæiske tekster) vil være ca. halv størrelse i UTF-8, da langt de fleste tegn kan indkodes i en byte mod to i UTF-16.

Ulemper sammenlignet med UTF-16
- Tekster der benytter tegn større end U+0800, f.eks. kinesiske og japanske tekster, vil fylde op til en halv gang mere i UTF-8. Dette modvirkes til dels af at mellemrum, tegn, linieskift og lignende kan indkodes i én byte i UTF-8.